# Gerace
Gerace est une commune italienne de la province de Reggio de Calabre, dans la région Calabre.

## Géographie
Gerace est un village médiéval situé à quelques kilomètres de la mer Ionienne, près de Locri. Il surplombe la vallée de la Locride, située dans le parc national de l'Aspromonte.

## Nom
Gerace doit son nom au grec ancien ierax, jerax, qui signifie « moineau », « épervier ». D'autres possibilités sont également envisagées : Aghia Kiriaki, qui signifie « Saint Cyriaque », et Iera Akis (ou Jera Akis), qui signifie « Sommet Sacré ».

## Histoire
Connu par les Grecs à l'époque de la « Grande Grèce » puis par les Romains, le site est probablement utilisé comme forteresse pour contrôler l'arrière-pays.
Avec son importante situation stratégique, elle devient une forteresse byzantine au Moyen Âge pour le contrôle du territoire et pour faire face aux nombreuses incursions des pirates sarrasins, ainsi qu'aux attaques arabes qui ont conquis la Sicile dans la première moitié du IXe siècle. Gerace est plusieurs fois assiégée par les troupes musulmanes, mais résiste.
En 952, les Arabes sont vainqueurs des troupes byzantines près de Gerace, sur la rivière Merici.
Vers 1060, les Normands, qui ont entamé la conquête du sud de l'Italie, chassent les troupes byzantines de Calabre et s'emparent de la cité qui est dominée par les frères Robert et Roger de Hauteville. Lors d'un conflit opposant les deux frères concernant le partage de la Calabre, Robert est fait prisonnier par les habitants de la cité qui soutiennent son frère Roger (1062). Il manque d'être lynché par la foule mais réussit à sauver sa peau en manipulant la population et en disant calmement que s'il lui arrivait quelque chose, les Normands le vengeront d'ici peu et raseront Gerace après avoir massacré sans pitié tous ses habitants. Peu après, son frère Roger arrive à Gerace, les habitants lui livrent son frère mais ces derniers finissent par se réconcilier. Peu après, l'épouse d'un député local est condamnée à mort pour avoir soutenu Guiscard et meurt empalée sur la place de Gerace : « …la mugliera fu prisa et fuli misu unu palu a li posteriori et, cussì spitata, cum grandi crudelitati fu morta… » (Fra' Simone da Lentini ; écrit en vieil italien du XIVe siècle).
Au XIIe siècle, le célèbre géographe arabe Al-Idrissi, qui vécut à Palerme, capitale du royaume de Sicile, et qui fit des recherches au service du roi Roger II, définit la cité de Gerace comme une « ville belle, grande et illustre ». La cité abrite vraisemblablement une communauté juive au Moyen Âge, peut-être dès la domination normande. Une inscription en écriture hébraïque est inscrite sur une maison de Gerace.

## Monuments
- Cathédrale (XIe et XIIIe siècles)
- Château Normand (XIe et XIIe siècles)
- Église Saint François d'Assise (XIIIe siècle)
- Église orthodoxe San Giovanni Chrisostomo
- Église San Giovannello (XIe siècle)

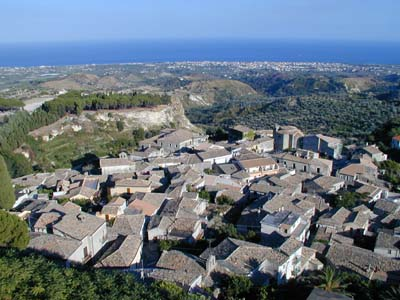
Panorama.
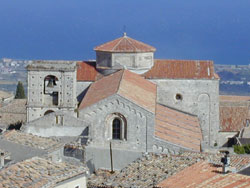
Cathédrale.
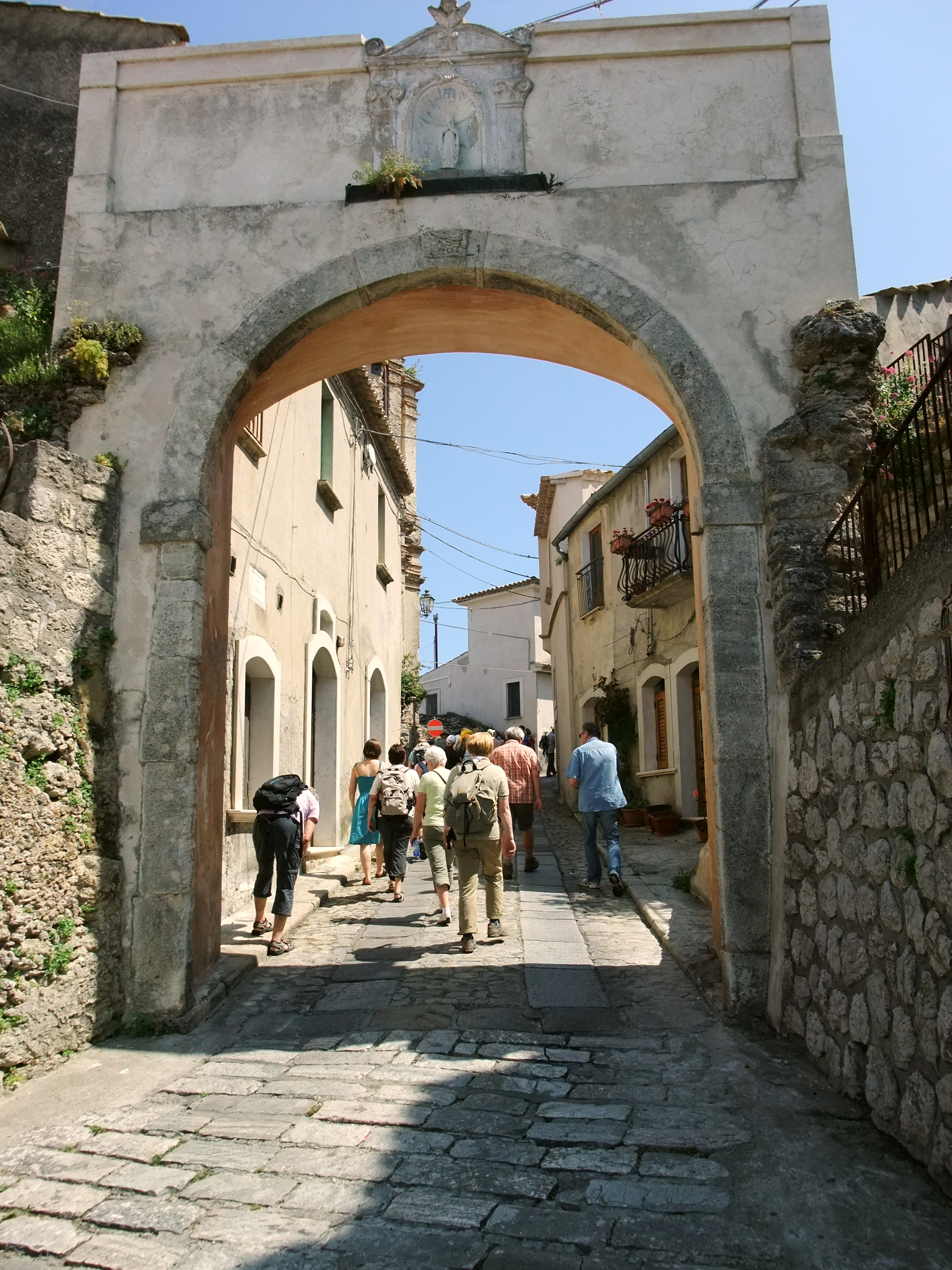
Une des entrées du village.
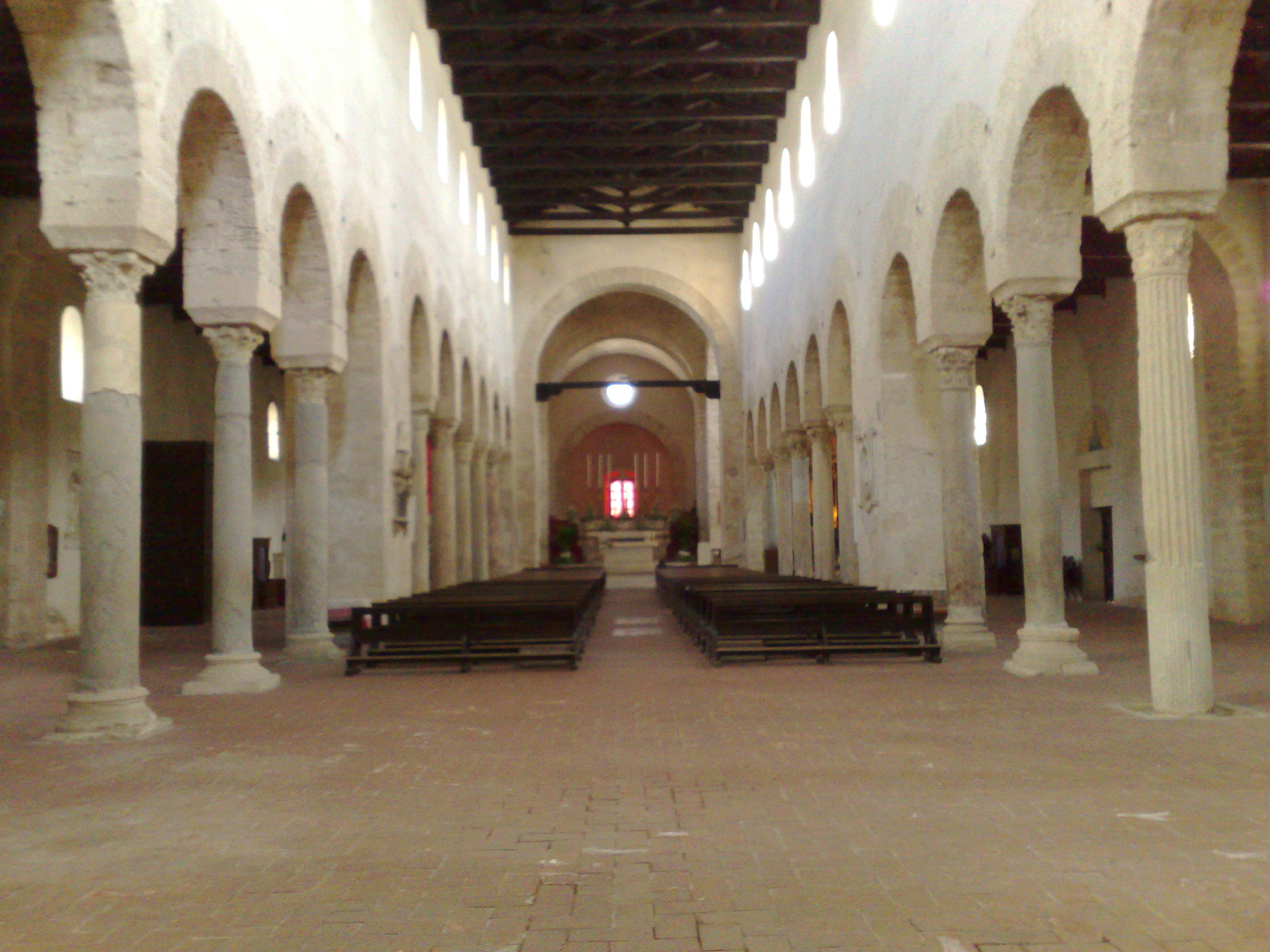
Intérieur de la cathédrale.
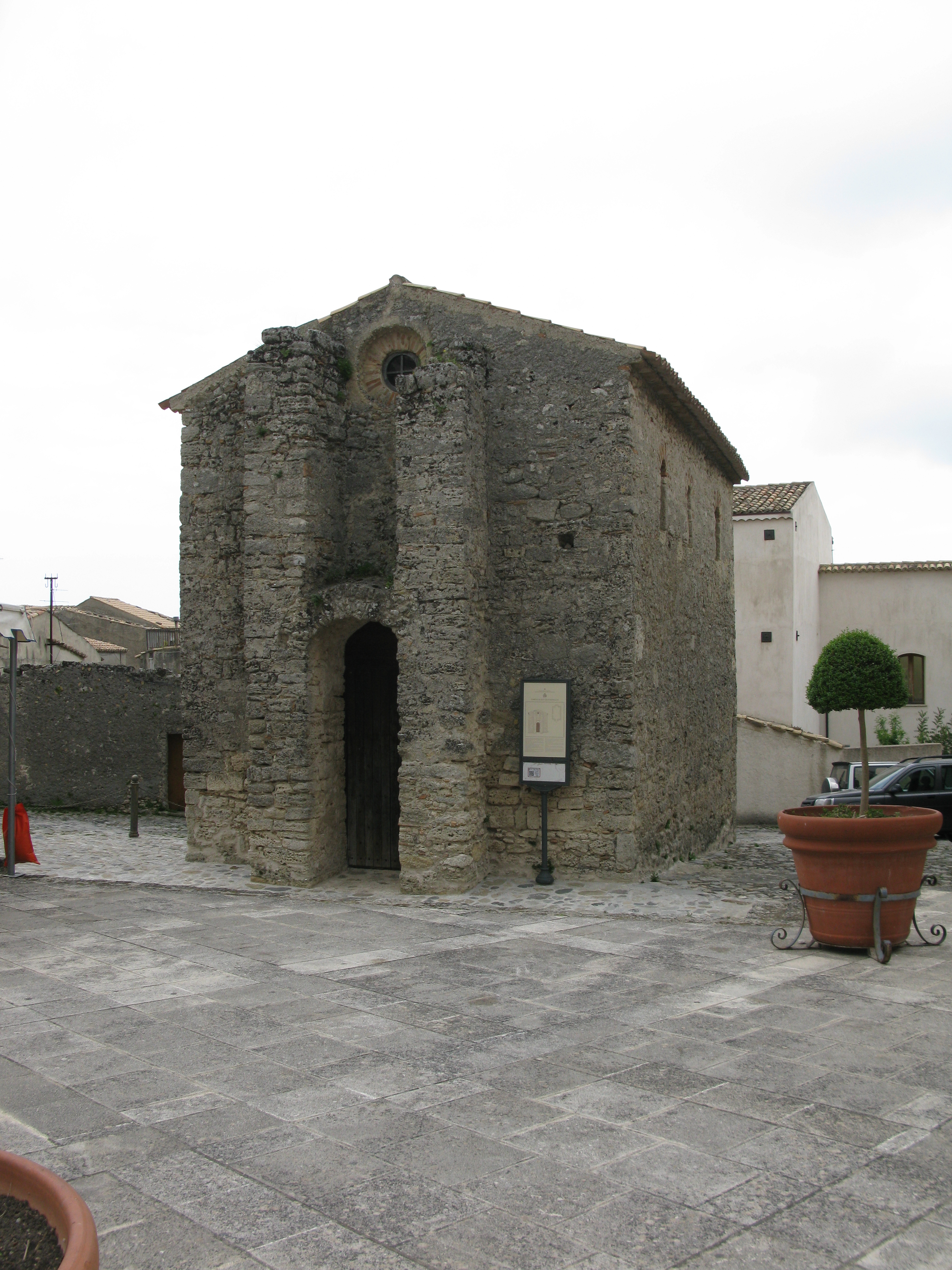
Église San Giovannello.
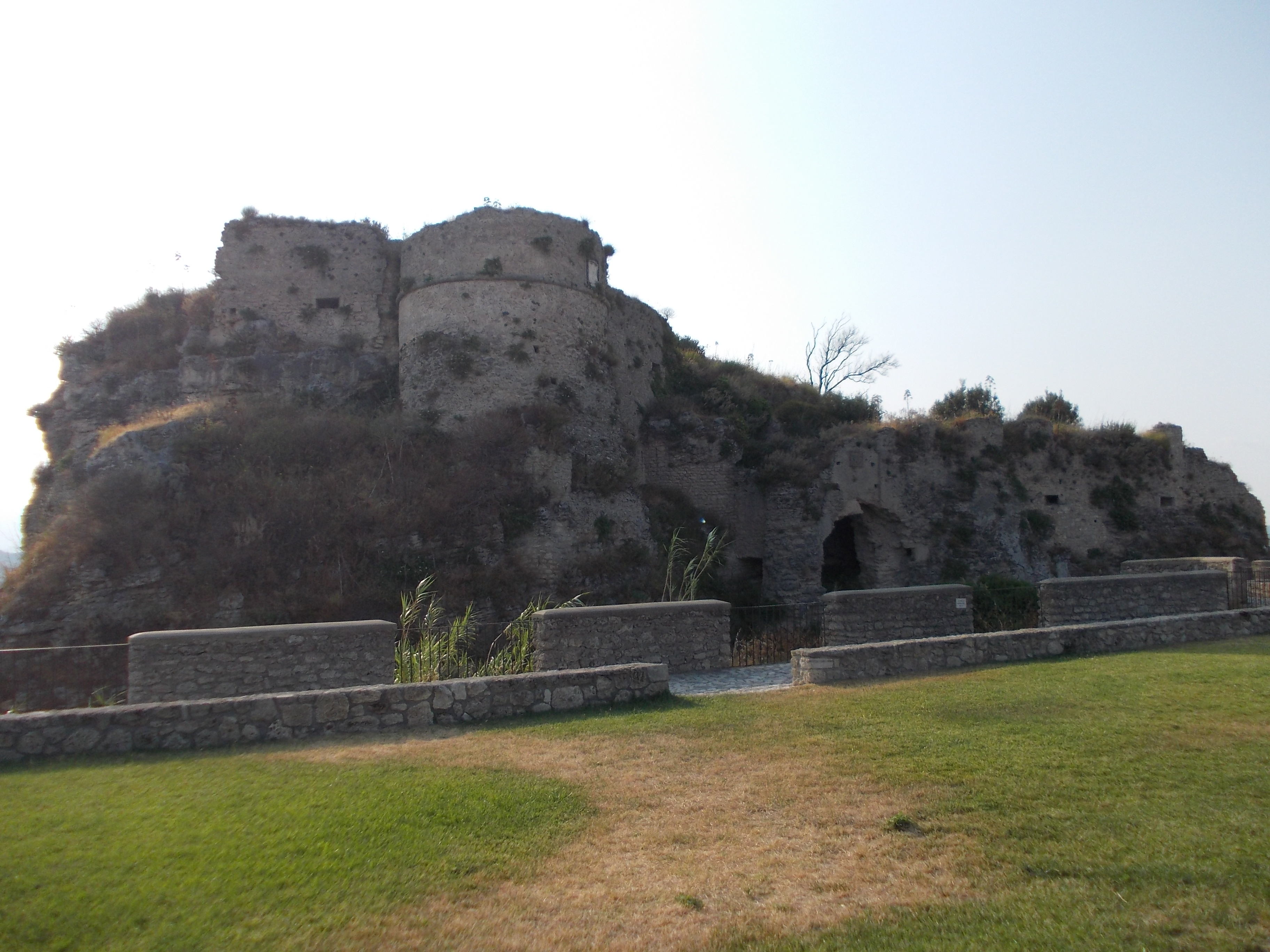
Château normand.
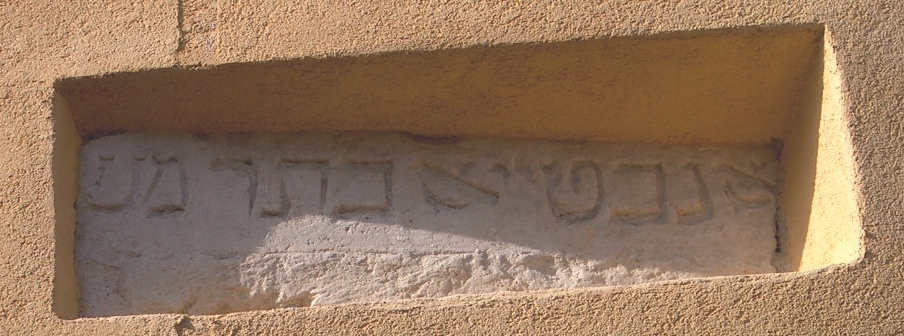
Inscription en écriture hébraïque sur une maison de Gerace.

## Économie
Le chômage est encore élevé comme dans le reste de la Calabre et le Mezzogiorno en général (+14 % de chômage en 2005), malgré le développement du tourisme depuis les années 80/90. Un chômage qui touche surtout les jeunes et les femmes.

## Administration
| Période                                  | Période | Identité                      | Étiquette | Qualité |
| ---------------------------------------- | ------- | ----------------------------- | --------- | ------- |
| 1772                                     |         | Giacomo Scaglione (1716-1784) |           |         |
| Les données manquantes sont à compléter. |         |                               |           |         |
|                                          |         |                               |           |         |
| Les données manquantes sont à compléter. |         |                               |           |         |

### Culture
Le nom de la ville vient du grec Hierakos qui signifie faucon. Cet animal figure de plus sur les armoiries de la ville. Il est immédiatement reconnaissable à son capuchon de fauconnerie.

### Communes limitrophes
Agnana Calabra, Antonimina, Canolo, Cittanova, Locri, Siderno.

## Personnalités liées à Gerace
- Rocco Verduci, révolutionnaire et patriote de l'unification italienne, fusillé à Gerace en 1847.
- Giuseppe Albano (it) (1926–1945), partisan italien, né à Gerace.
- Nicola Gratteri (1958-), magistrat italien.